# История евреев в Великобритании
История евреев в Великобритания — история еврейской общины на территории современной Великобритании с древности до настоящего времени.

## Период до выселения в 1290 году
Нет никаких точных известий о евреях в Англии до нормандского завоевания. Вильям Мальмсберийский с уверенностью заявляет, что Вильгельм Завоеватель привез с собой в Англию евреев из Руана, и нет никаких оснований не верить этому известию.
Вначале положение евреев в Англии было неопределенным, но вскоре установился принцип, что евреи и их имущество составляют собственность короля, и в правление Генриха I (по другим известиям — Генриха II) в некоторые рукописные издания «Законов Эдуарда Исповедника» была включена следующая статья: «Да будет известно, что все евреи должны находиться во всем государстве под защитой и покровительством короля. Никто из них не может без разрешения короля переходить к какому-либо богатому владетелю, ибо евреи со всем их имуществом принадлежат королю; так что, если бы кто захватил их самих или их деньги, король, если сможет и захочет, будет требовать возвращения их как своей собственности». 

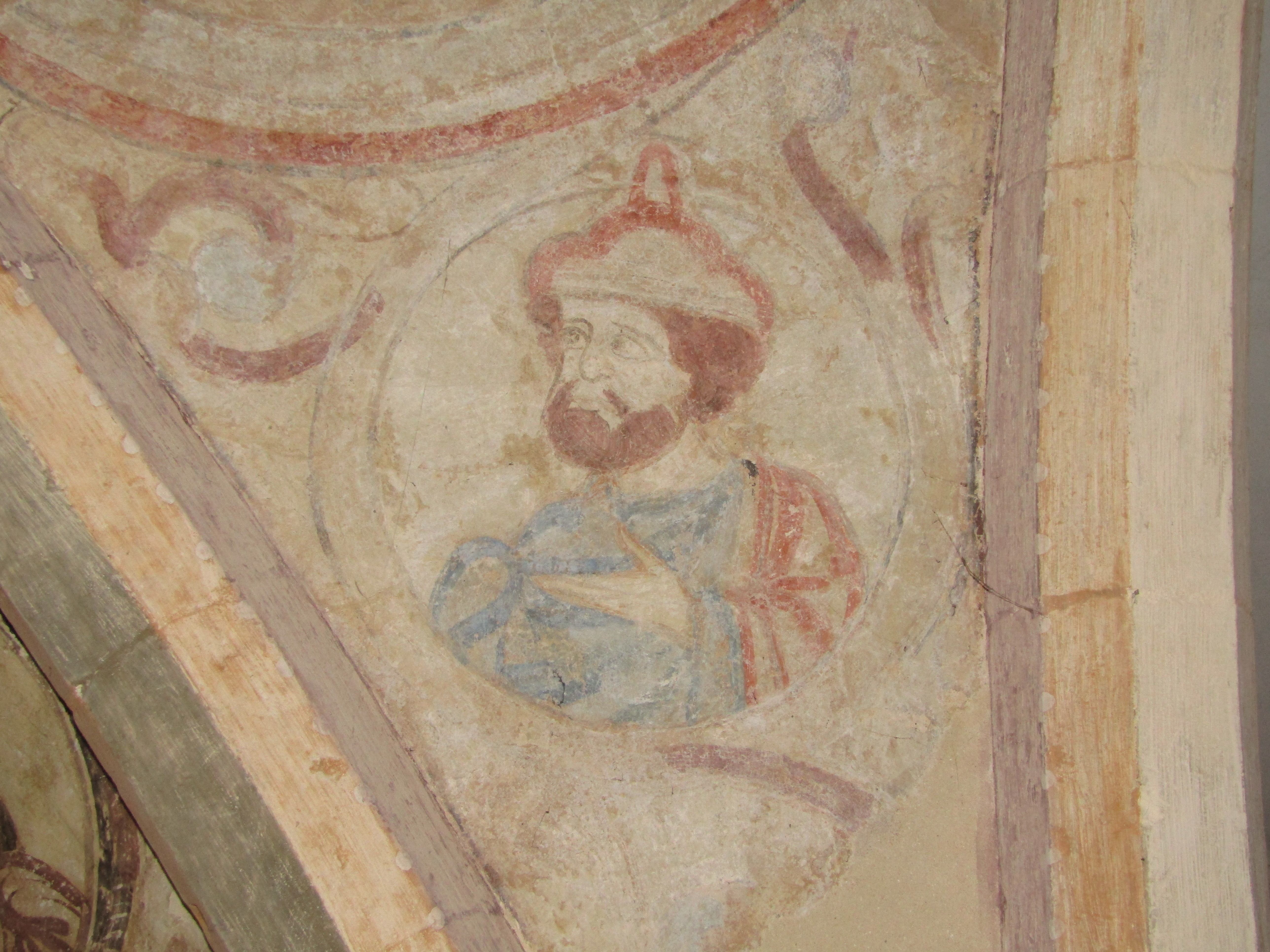
Изображение еврея в Уинчестерском соборе

Выгодные для обеих сторон отношения между королем и евреями нарушились благодаря полной анархии, господствовавшей в государстве в правление Стефана, который велел сжечь дом одного еврея в Оксфорде (по некоторым источникам, вместе с хозяином) за то, что тот отказался внести свою часть на расходы короля. Евреев одинаково обирали и королева Матильда, и король Стефан. В это время было возбуждено против евреев первое, насколько известно, обвинение в ритуальном убийстве (дело Вильама из Норвича, 1144 год). В том же столетии такие же обвинения были предъявлены евреям в Глостере (1168 год) и Бери-Ст.-Эдмундсе (1181 год). 
Но в то время как в Германии крестоносцы убивали евреев, подобные вспышки против английских евреев, по словам еврейских летописцев, были предотвращены королем Стефаном. 
С восстановлением порядка в царствование Генриха II (1154—1189) евреи снова вздохнули свободно. Но им не разрешалось хоронить своих покойников нигде, кроме Лондона. Лишь в 1177 году этот запрет был снят. Евреям также запрещалось носить оружие («для того, чтобы они оставались в полной зависимости от короля», Assize of arms, 1181). Вероятно, Генрих II даровал евреям так называемую «Charta judaeorum Angliae et Normandiae», послужившую основанием их привилегированного положения в течение XII века и начала XIII века. Однако Генрих II только до поры до времени относился либерально к своим еврейским подданным. Уже в 1168 году он арестовал главных представителей евреев и отослал их в Нормандию, где они жили, пока оставшиеся не уплатили на них 5000 марок выкупа. Тогда как от неевреев он потребовал для крестового похода против Саладина десятую часть имущества (десятину), евреи должны были пожертвовать для этой цели четвертой частью своего имущества. 
При коронации Ричарда Львиное Сердце в 1189 году в Вестминстер прибыла депутация от английских евреев с изъявлением верноподданнических чувств. Она была принята королем. Но король особым повелением воспретил доступ в церковь и дворец женщинам и евреям в день коронации — евреям, как говорили, из суеверного страха перед их чародейством. Несмотря на то, евреи пытались проникнуть в зал, где должно было происходить торжество, но дворцовая стража не только не пропустила их в залу, но и осыпала их оскорблениями и побоями. После того в Лондоне распространился из Вестминстера слух, будто король велел избивать евреев. Толпа после ряда безуспешных атак в течение дня на прочные каменные дома евреев решила ночью поджечь еврейский квартал (Old Jewry). Евреи, пытавшиеся спастись от пожара, были перебиты. Король был возмущен, но не принял никаких мер для наказания виновных, так как их было слишком много. Когда Ричард отправился в крестовый поход, произошли еврейские погромы в других городах Англии. Особенно жестоким был погром в Йорке. Встревоженные предшествующими избиениями и поджогами своих домов, произведенными толпою крестоносцев, евреи Йорка просили коменданта королевского замка в Йорке укрыть их с женами и детьми. Ополчение графства вместе со многими йоркскими дворянами во главе с Ричардом Мелебисом, который был должен евреям большую сумму, осадили замок. Гневное настроение толпы поддерживалось проповедями  монаха, который в белой одежде служил каждое утро мессы перед стенами крепости, пока не был убит, случайно или умышленно, камнем, брошенным кем-то из осажденных. Смерть монаха привела толпу в еще большее раздражение, и евреям в замке, кроме принятия христианства, не оставалось другого средства избежать голодной смерти. Их духовный глава, рабби Иом-Тоб из Джойгни (Rabbi Jom-Tob of Joigny), убеждал их перебить друг друга и таким образом избавиться от ужасной альтернативы. Светский глава евреев, Иосце (Iosce), первый заколол свою жену Анну и двух детей. Сам он был убит рабби Иом-Тобом. Незначительное меньшинство, не желавшее последовать этому примеру, напрасно просило пощады у христиан, которые на заре 17 марта 1190 года вошли в крепость: все остававшиеся в живых евреи были убиты.  
Возвратившись в Англию, Ричард Львиное Сердце решил упрочить положение евреев настолько, чтобы их имущество не расхищалось; он хотел, по-видимому, обеспечить свои законные права как универсального наследника еврейского имущества. Поэтому он постановил в 1194 году, что евреи должны совершать денежные сделки в присутствии восьми свидетелей. В царствование Ричарда евреи имели возможность совершать сделки исключительно в шести или семи городах (впоследствии число их возросло до 26). Таким образом, король мог всегда установить наличность еврейского имущества; уничтожение же долговых обязательств, находившихся в руках евреев, не могло освободить должника от уплаты долга. Этими постановлениями короля Ричарда («Capitula judaeorum») было фактически положено начало «Еврейскому казначейству» (Exchequer of the Jews), ведавшему все сделки английских евреев, обложенные пошлиной в пользу короля. Последний стал, таким образом, «скрытым компаньоном» (sleeping partner) еврейских банкиров. Надзор за денежными сделками евреев был поручен двум судьям (justices of the Jews), которые по временам объезжали страну и следили за тем, чтобы евреи не совершали тайных сделок и не лишали таким образом короля его доходов. 
Начиная с IV Латеранского собора (1215 год), раздражение католической церкви против евреев все возрастало. После этого собора архиепископ Кентерберийский Стефан Лангтон отлучил от церкви всех христиан, имевших какие-либо дела с евреями.
В 1263—65 годах, когда происходила Вторая баронская война, еврейские кварталы в Лондоне, Кентербери, Нортгемптоне, Уинчестере, Кембридже, Вустере и Линкольне были разграблены, а ящики с долговыми обязательствами перед евреями были уничтожены или отосланы в главную квартиру баронов в Или.
Английская церковь, с своей стороны, на соборе в Эксетере в 1287 году подтвердила все старые канонические постановления против евреев, запрещавшие евреям состоять на государственной службе, держать христианскую прислугу и показываться на улицах во время праздника Пасхи, а христианам — пользоваться услугами еврейских врачей. Кроме того, на этом соборе было решено возобновить постановления Оксфордского собора 1222 года, лишавшие евреев права строить новые синагоги. Таким образом, положение евреев сделалось невыносимым, и изгнание их из страны стало лишь вопросом времени. 

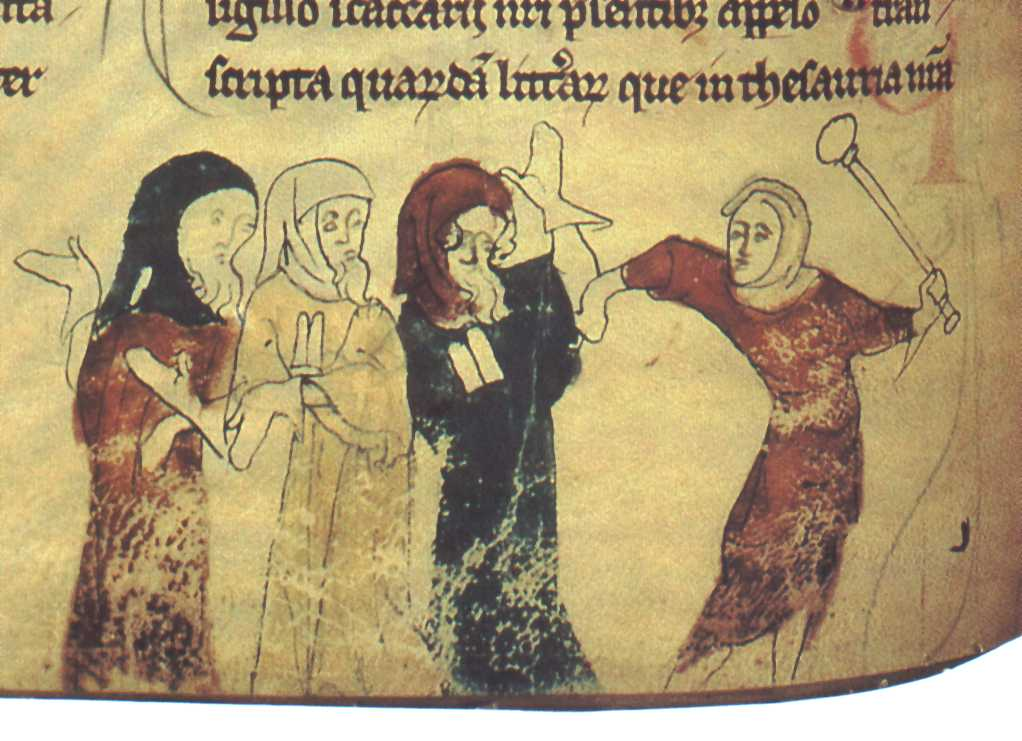
Изгнание евреев

После изгнания евреев из подвластной ему Гаскони король Англии Эдуард I 18 июля 1290 года приказал шерифам всех графств принять меры к тому, чтобы в Англии не осталось ко Дню Всех Святых (1 ноября) ни одного еврея. Им разрешено было взять из имущества лишь то, что они могли унести с собою. Дома евреев были конфискованы в пользу короля, и лишь некоторым было дозволено продать их. Англию покинули 16 000 евреев. На пути в Фландрию их грабили капитаны судов, многие погибли в море.

## Период от вторичного поселения евреев в Англии в 1655 году до конца XIX века
В 1310 году была сделана безуспешная попытка добиться отмены эдикта об изгнании евреев. По-видимому, это не помешало некоторой части евреев вернуться обратно в Англию, так как в 1376 году поднялись жалобы против лиц, которые занимались торговлею в качестве ломбардцев, но были евреями. Иногда отдельные евреи получали разрешение приехать в Англию, как, например, доктор Элиас Сабот в 1400 году. Но лишь после изгнания евреев из Испании в 1492 году значительное количество евреев переселилось в Αнглию, по-видимому, скрыв свою религию. Около середины XVII века в Лондон переселилось значительное число купцов-маранов.
Во время Английской революции пуританское движение в достаточной мере подготовило общественное мнение Англии к предложению иудействующиеиудействующих сект, крайних элементов парламента, о разрешении евреям вновь поселиться в Англии. Уже в 1649 году жившие в Амстердаме баптисты, вдова Иоанна Картрайт и ее сын Эбенезер, обратились к армии Кромвеля с петицией («The petition of the Jews for the repealing of the act of Parliament for their banishment out of England»). В пользу все индепенденты. Многих побуждали к тому мессианские чаяния. 
Вопрос о возвращении евреев в Англию вступил на путь практического разрешения, когда в 1654 году началась война между Англией и Испанией. Маранам в качестве испанских подданных грозила опасность изгнания из страны и конфискации имущества. Тогда они решились заявить о своей принадлежности к иудаизму. Лорд-протектор Англии, Шотландии и Ирландии Оливер Кромвель позволил им оставаться в Англии под условием, чтобы они не отправляли публично богослужения и не принимали прозелитов из христиан. Такой неофициальный способ решения еврейского вопроса имел то преимущество, что не вызвал слишком сильной антиеврейской реакции. Благодаря этому Карл II по возвращении в Англию мог оставить без внимания петицию лондонских купцов об отмене распоряжений Кромвеля. Но положение евреев в Англии все еще оставалось неопределенным. В 1684 году, во время одного процесса, связанного с делами Ост-Индской компании, было заявлено, что евреи — «неверные» иностранцы и вечные враги британской короны.
В 1753 году премьер-министр Великобритании Генри Пэлем внес в парламент билль о предоставлении права натурализации евреям, прожившим три года в Англии или Ирландии и не отлучавшимся из страны более чем на три месяца, с освобождением их от обязательного при этом христианского обряда присяги. В верхней палате этот билль не встретил большого сопротивления, но в нижней палате тори энергично воспротивились такому «отречению от христианства», как они это называли. Противники их, виги, указывали на важное значение евреев в народном хозяйстве, так как евреи доставляли двенадцатую часть доходов государства и в их руках находилась двадцатая часть всей внешней торговли. В конце концов Акт о натурализации евреев был принят. Но он возбудил сильный ропот в стране. Лорд-мэр Лондона и Корпорация лондонского Сити ходатайствовали перед парламентом об отмене этого закона, а толпа разносила по улицам Лондона карикатуры на евреев, и на всех перекрестках расклеены были плакаты с надписями «Долой евреев! Долой деревянные башмаки!» (последнее — намек на гугенотов, гугенотам правительство Пэлема пыталось предоставить право натурализации еще в 1751 году, но соответствующий билль был отклонен парламентом). В результате закон о натурализации евреев был отменен в 1754 году «как возбудивший неудовольствие и беспокойство в умах многих королевских подданных». 
Сефарды, которых прежде всего касался закон о натурализации евреев, сосредоточивались преимущественно в Лондоне, как центре всемирной торговли, а ашкеназы из Польши и Германии селились главным образом в южных и западных портах Англии, и занимались ссудой денег под заклад и мелкой торговлей. По понедельникам евреи-торговцы с тюками товаров расходились из городов по окрестным деревням. Торговцы этого типа ближе соприкасались с английской жизнью и, несомненно, немало содействовали уничтожению предрассудков, так резко проявившихся в 1753 году. Возможно также, что перемена в отношениях массы английского народа к евреям между 1753 и 1829 годами была в известной степени результатом побед целого ряда евреев-боксеров. (так, боксер-сефард Даниэль Мендоза в 1792 году стал чемпионом Англии).
Руководящая роль в английском еврействе к началу XIX века перешла от сефардских к ашкеназским евреям. Влиятельные банкиры Гольдшмиты оказали значительные услуги «Бюро депутатов», старавшемуся хоть несколько подвинуть дело освобождения британских евреев от политического бесправия. Не щадил на это ни трудов, ни материальных средств и Натан Майер Ротшильд, поселившийся в Англии в 1798 году. В 1829 году известил «Бюро депутатов», что совещания с премьер-министром герцогом Веллингтоном и другими государственными деятелями убедили его в своевременности подачи петиции об отмене ограничений для евреев. Петиция была составлена, но ей не дали хода. Главным препятствием послужило заявление герцога Веллингтона, что после поддержки в предшествовавшей сессии благоприятного для католиков билля он считает невозможным поддержать аналогичный билль в пользу евреев, чтобы не возбудить в народе враждебных чувств к правительству.

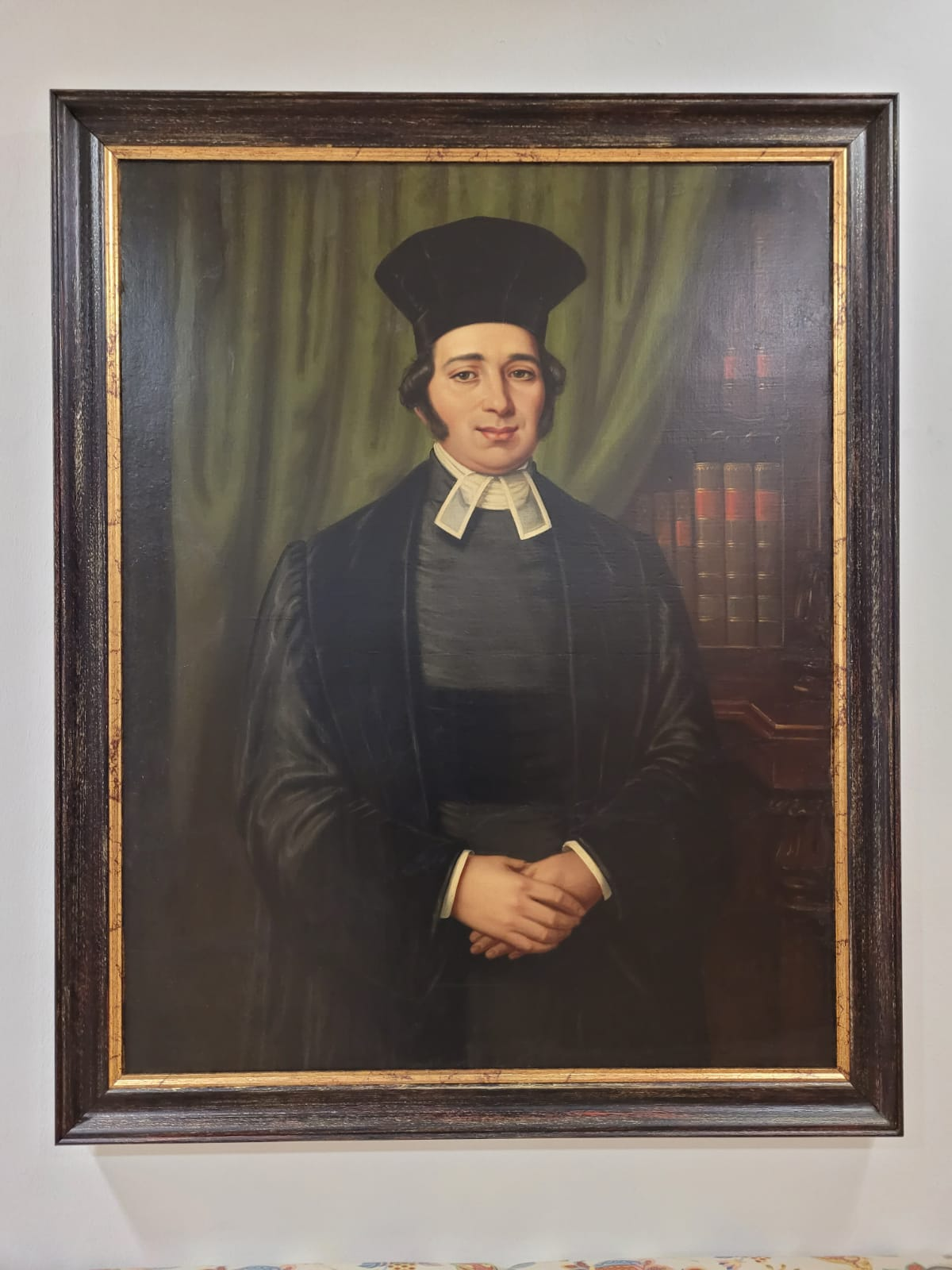
Гланый раввин Великобритании в 1845—1890 годах Натан Маркус Адлер

Понадобилась продолжительная борьба, пока «англичане Моисеева закона» получили равноправие. В 1846 году году Акт об отмене религиозных ограничений освободил евреев вместе со всеми диссентерами от стеснений со стороны Церкви Англии. После этого евреям оставалось лишь добиться доступа в парламент. Первым иудеем-членом парламента был избран в 1847 году Лайонел Натан Ротшильд. Премьер Джон Рассел внёс тогда билль ο допущении евреев к занятию всех тех должностей, к которым допускаются лица и католического вероисповедания. Хотя билль этот прошёл через палату общин, но верхняя палата отвергла его, и Ротшильд не мог заседать в парламенте. Между тем избиратели вторично голосовали за него, и в 1849 году он считался депутатом, но не мог принимать участия в палате ввиду того, что не соглашался принести присягу, в которой имелись слова: «upon the true faith of a christian». Борьба между избирателями и верхней палатой из-за избрания Ротшильда в палату общин продолжалась несколько лет, пока в 1858 году палата не назначила особую согласительную комиссию, которая должна была изменить формулу парламентской присяги. Ротшильд был избран в члены этой комиссии. 28 июля 1858 года, после 11 лет упорной борьбы, Ротшильд вошёл в палату общин, заменив обычную формулу словами «so help me Jehovah»  («да поможет мне Иегова») и покрыв голову шляпой. Два года спустя была принята более общая формула присяги, устранявшая всякий повод к недопущению иудеев в парламент. 
В 1871 Акт об университетских присягах (которым отменялась обязательная до тех пор университетская присяга) открыл иудеям доступ в британские университеты. 
Крещеный еврей Бенджамин Дизраэли в 1868 году стал премьер-министром Великобритании.
В 1890 году в Великобритании были уничтожены последние ограничения для иудеев: все должности стали доступны всем британским подданным без различия вероисповедания.
В начале XIX века число евреев в Великобритании не превышало 8000, из которых по крайней мере 6000 жили в Лондоне. Число это возрастало сравнительно медленно до начала 1180-х, когда дошло до 60 000. К началу XX века в Великобритании было уже 160 000 евреев, из них 148 811 — в Англии, 7428 — в Шотландии и 3771 — в Ирландии.

## XX век
К 1914 году, главным образом в результате массовой иммиграции евреев из Восточной Европы, еврейское население Великобритании возросло до 300 тыс. человек. Евреи-иммигранты из Восточной Европы, которые занимались преимущественно различными ремесленными промыслами, жили в лондонском Ист-Энде, Манчестере, Лидсе, Ливерпуле и Глазго. Со временем именно выходцы из Восточной Европы стали играть решающую роль в жизни еврейства Великобритании. Некоторые из них добились успеха, влились в средний класс и переселились в пригороды.
Во время Первая мировая война 50 тыс. британских евреев служили в вооруженных силах, 10 тыс. евреев были убиты и ранены, около 1600 были награждены орденами и медалями. 

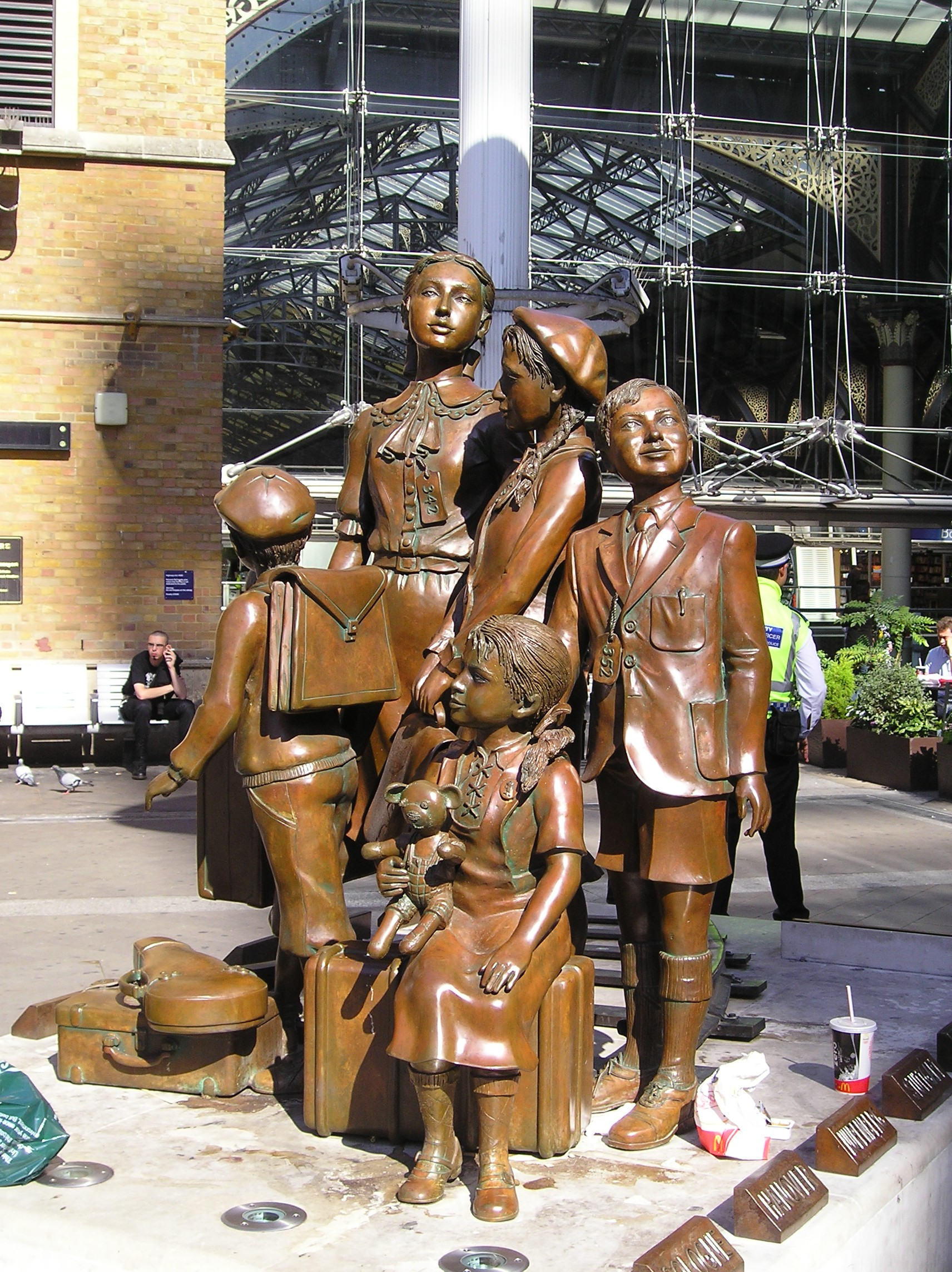
Мемориал «Киндертранспорту», станция Ливерпуль-стрит, Лондон. Работа Франка Майслера

В 1930-е годы Великобритания приняла около 90 тыс. еврейских беженцев от нацизма. 
Во время Второй мировой войны в результате эвакуации из больших городов и призыва в армию, произошло рассредоточение еврейского населения Великобритании. В районах эвакуации возникли новые еврейские общины, а бомбардировки Лондона разрушили старые кварталы Ист-Энда, где ранее жили евреи.
В 1972 году в Великобритании жило 410 тыс. евреев, но в 1970–80-х годах. численность еврейского населения Великобритании заметно сократилась и к 1990 году составила 300–315 тыс. человек (0,5% всего населения).  Главной причиной этого стали низкий уровень брачности и рождаемости у евреев и значительная доля смешанных браков. Число евреев, занимающихся полуквалифицированным и физическим трудом, существенно сократилось; в то же время постоянно росло число евреев, занимающихся высококвалифицированным трудом. Во второй половине 1970-х годов владельцы частных фирм, высший административный персонал и работники умственного труда составляли около 50% экономически активного еврейского населения Великобритании (из всего населения страны — 20%). В конце 1980-х — начале 1990-х годов приблизительно 70% евреев Великобритании — около 215 тыс. (по другим данным, 201 тыс.) — жили в Лондоне и его окрестностях.